# Протистояння в Україні 18—21 лютого 2014 року

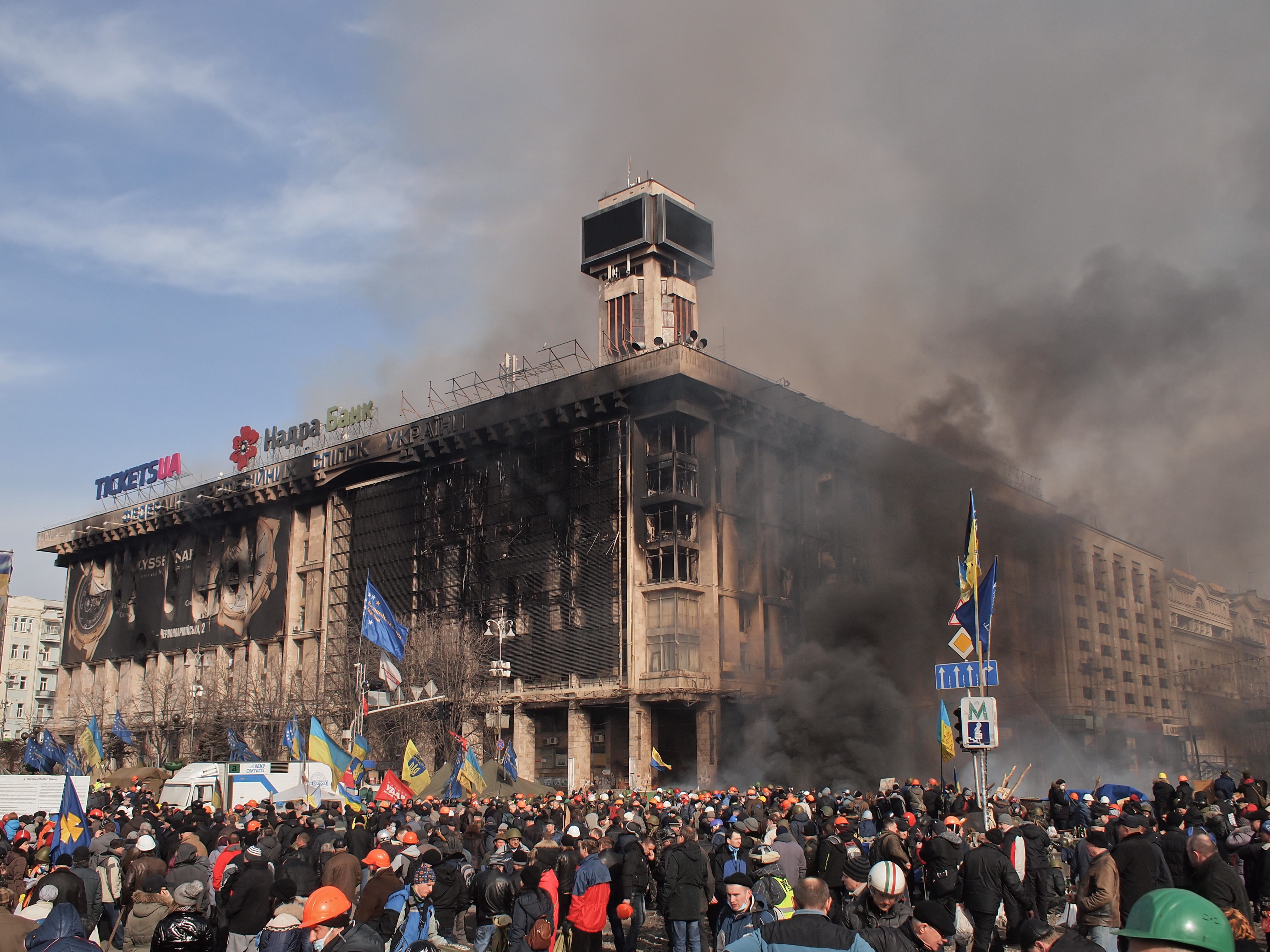
Згорілий Будинок профспілок

Протистояння в Україні 18—21 лютого 2014 — силове протистояння між силовиками та протестувальниками, завершальний етап Революції гідності. Результатом подій стало відсторонення 22 лютого Верховною Радою від виконання обов'язків Президента України Віктора Януковича та призначення дострокових президентських виборів на 25 травня 2014 року. Під час протистояння за інформацією МОЗ України загинули 82 особи (71 демонстрант та 11 правоохоронців), постраждалими стали 622 людини.

## Хід подій
17 лютого було оприлюднено заяви Правого сектора та ВО Майдан про «загальну мобілізацію» у зв'язку з «мирним наступом».

### 18 лютого

#### Хода до Верховної Ради

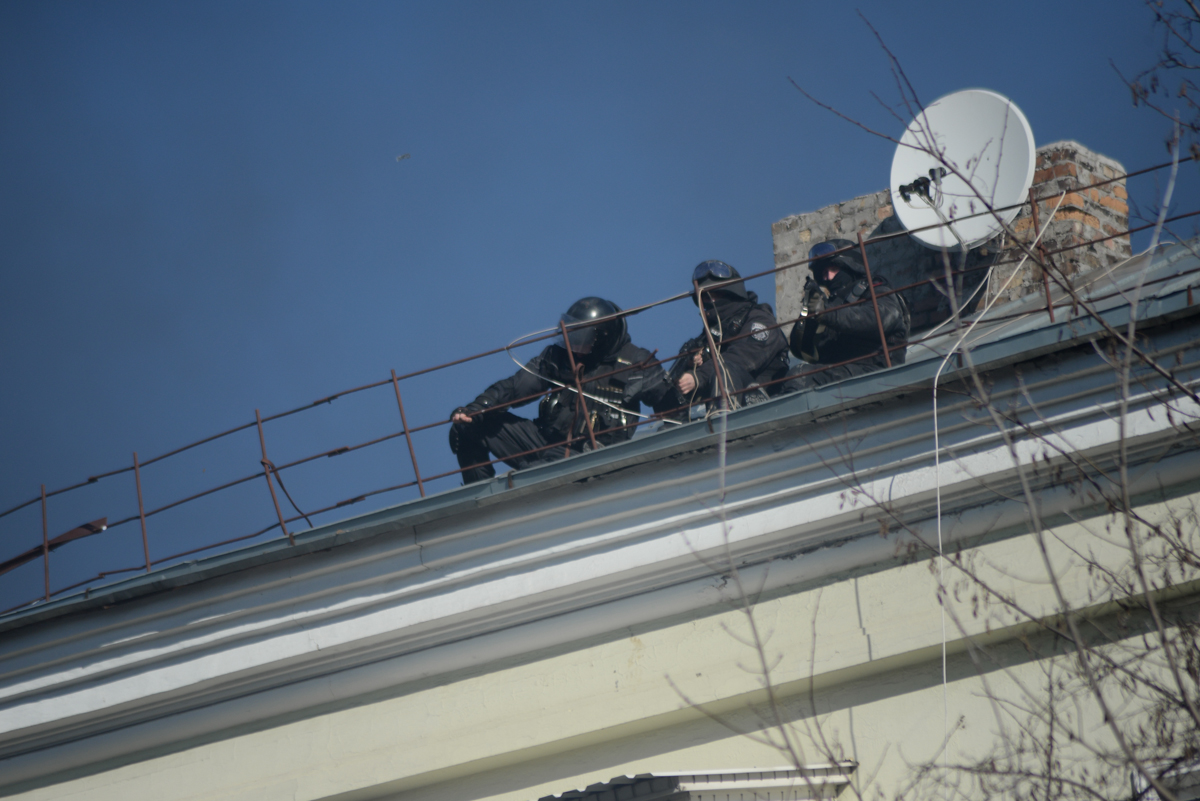
Урядові снайпери, 18 лютого

На ранок 18 лютого було заплановано «Мирний наступ» — багатотисячну ходу учасників Євромайдану до Верховної Ради України, де мала відкритися чергова сесія, на якій планувався розгляд питань щодо змін до Конституції України щодо обмеження повноважень Президента. Опозиційні фракції з самого ранку блокували сесійне засідання ВРУ, вимагаючи першим питанням порядку дня розгляд акту поновлення Конституції 2004 року. Але за вказівкою голови Верховної ради Володимира Рибака канцелярія ВРУ відмовлялася реєструвати цей документ, не згоджуючись на жодні компроміси. До кінця робочого дня сесійне засідання так і не почалося.
В очікуванні сесії, близько 8:30 протестувальники почали збиратися на майдані Незалежності, звідки десятитисячною колоною на чолі з Олегом Тягнибоком, депутатами опозиційних фракцій УДАР, ВО «Свобода» та ВО «Батьківщина» та учасниками загонів народної самооборони рушили до Верховної ради на вулиці Грушевського, з метою донесення вимог щодо повернення до Конституції зразка 2004 року та покарання винних у знущаннях з активістів Євромайдану.
На розі вулиць Грушевського та Кріпосного валу учасники демонстрації штурмували міліцейські автомобілі, що перегороджували шлях колоні, таким чином подолавши кордон внутрішніх військ. На вулиці Шовковничній проти демонстрантів бійці спецпідрозділу «Беркут» застосували спецзасоби: світлошумові гранати та помпові рушниці Форт-500Т, зокрема силовики піднялись на дах будинку по вул. Інститутській 17/5 і звідти кидали шумові гранати та стріляли з рушниці. З боку учасників «Мирного наступу» у сторону правоохоронців летить каміння та петарди, крім того, протестувальники підпалили дві вантажівки КАМАЗ, що блокували проїжджу частину. У МВС заявили, що протестувальники застосували проти співробітників відомства вогнепальну зброю. Згодом, після початку атаки з даху, протестувальники почали зносити усе з прилеглих дворів для побудови барикади. Проте невдовзі частина протестувальників піднялися на дах, вигнали бійців «Беркуту» феєрверками і підняли прапор України.
Під час сутичок поблизу парламенту за повідомленням МВС постраждали три співробітники відомства. Про поранення двох протестувальниць повідомило інтернет-видання «Українська правда»: за інформацією ресурсу одна жінка отримала ураження гумовими кулями у груди, в області серця, інша — обличчя.

#### Події в інших районах міста до початку штурму
Сутички між силовиками та євромайданівцями відбулися також у Маріїнському парку з боку станції метро «Арсенальна»: з боку міліції летять світло-шумові гранати та коктейлі Молотова, з боку демонстрантів — коктейлі Молотова. Близько полудня з боку парку Слави до станції метро «Арсенальна» підійшли «тітушки» які від працівників МВС отримали близько 500 автоматів Калашникова (з набоями), світлошумові гранати, гумові кийки та інші спецзасоби. Вони намагалися кидати світло-шумові гранати у натовп, але були зупинені перехожими.
На вулиці Липській мітингарі захопили і закидали камінням та пляшками з запалювальною сумішшю офіс Партії регіонів, внаслідок чого у приміщенні спалахнула пожежа.
Близько 13 години «Беркут» почав відтісняти мітингарів по вулиці Інститутській у бік майдану Незалежності, відтіснивши протестувальників до Кріпосного провулку, перекривши вулицю Інститутську також зі сторони вулиці Липської. У свою чергу мітингарі розпочали спорудження барикад на перехресті вулиць Інститутської і Банкової з бруківки та у Маріїнському парку з підручних матеріалів. Під час вуличного протистояння на розі вулиць Інститутської та Шовковичної демонстранти захопили у полон чотирьох співробітників міліції.

#### Блокування транспорту
З 16 години рух київського метрополітену було повністю зупинено. Відповідно до розпорядження голови КМДА Володимира Макеєнка закриті усі три гілки через загрозу теракту. Пізніше у ЗМІ з'явилася інформація про рух потяга від станції «Дарниця» до станції «Хрещатик», у якому могли б перебувати загони бійців «Беркуту», однак, ця інформація не підтвердилася. 19 лютого транспортна комісія КМДА виступила з заявою, що метрополітен закритий незаконно, оскільки немає письмового розпорядження Макеєнка, натомість у КМДА зазначили, що підземку буде відкрито після стабілізації ситуації у місті. Близько 17 години 20 лютого київський метрополітен частково поновив роботу: закритими залишилися станції «Майдан Незалежності», «Хрещатик», «Театральна», «Палац спорту», «Золоті ворота», «Площа Льва Толстого», «Поштова площа» та «Арсенальна», станція «Вокзальна» працює тільки на вихід.
Перекриття руху транспорту спричинило десятибальні затори в місті. Попри це, громадяни пішки йшли на Майдан аби приєднатися до протестувальників. Водночас ДАІ розпочало блокування під'їздів до Києва. По всій території України відключили з ефіру «5 канал». Телеканал «ЧП-інфо» («Магнолія-ТВ») о 00:20 19 лютого почав ретрансляцію ефіру «5 каналу» на своїх частотах.

#### Штурм майдану Незалежності

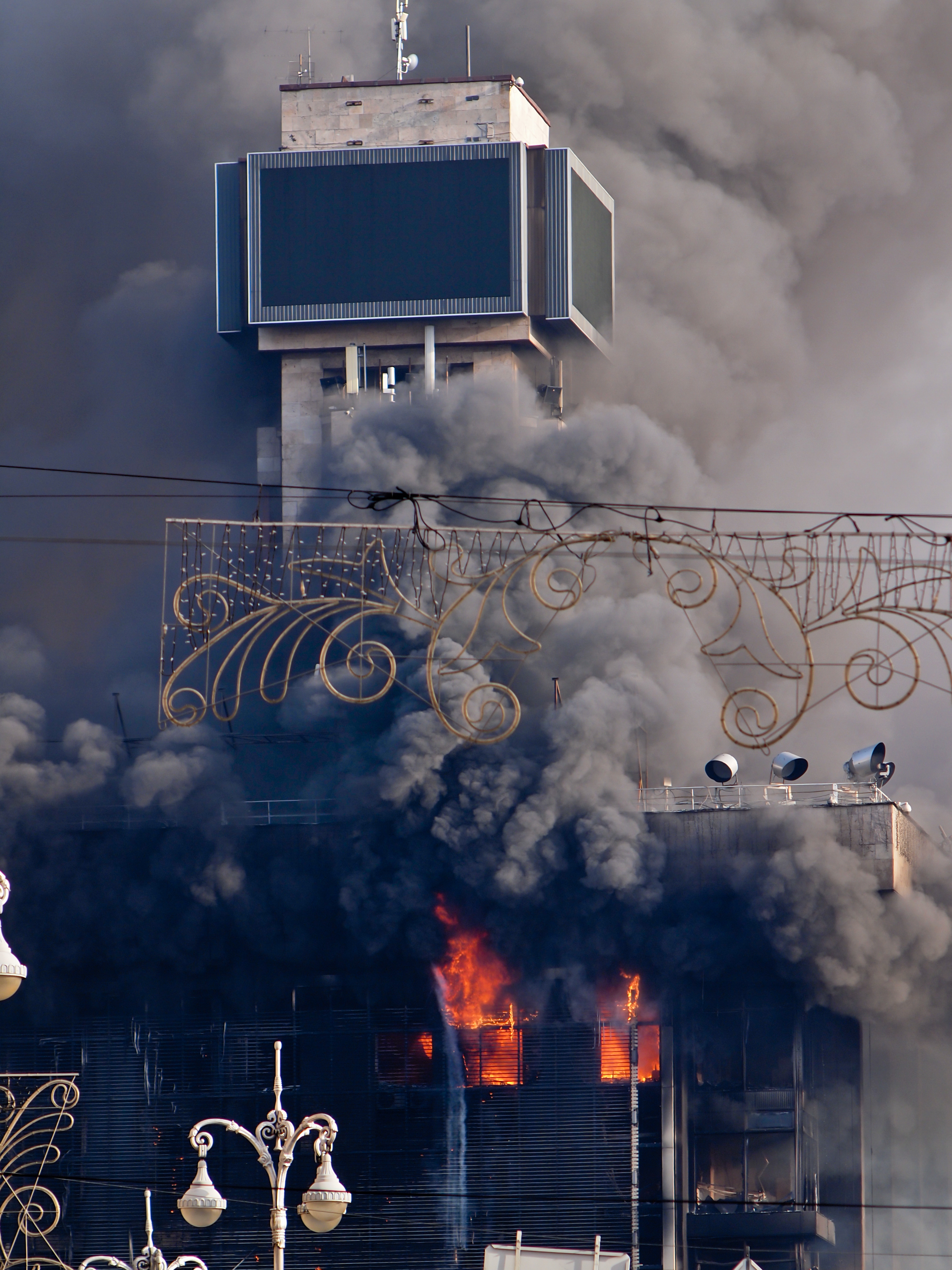
Будинок профспілок України у вогні, ранок 19 лютого.

Після успішного захоплення близько 16 години барикади на вулиці Грушевського, в районі Стадіону, «беркутівці» зібралися на Європейській площі та вулиці Трьохсвятительській, оточивши Український дім, зайнятий протестувальниками.
Солдати ВВ зайняли і за допомоги комунальних службі МНС розтягнули барикаду на початку вулиці Хрещатик і підготувались до штурму барикади коло профспілок. 
Близько 16 години міліції вдалося відтіснила мітингарів до Жовтневого палацу поблизу майдану Незалежності, де розпочали атаку проти учасників акції протесту. По вул. Інститутській «беркуту» одразу вдалось захопити барикади напроти виходу з метро і під навісним мостом, більше барикад перед Майданом не було, але за наказом керівників, силовики зупинилися, очікуючи падіння барикади на Хрещатику зі сторони Європейської площі. Цим скористались активісти оборони Майдану, їм між 16 та 19 годинами вдалося побудувати «останню» барикаду по вулиці Інститутській. Одним крилом вона спиралась на мікроавтобус 5 телеканалу, іншим — на стовп коло Майдану, і підходила впритул до наметового табору Майдану. 
Міністерство внутрішніх справ спільно з Службою Безпеки України оприлюднили заяву, у якій відомствами висувалася вимога до мітингарів до 18 години припинити протистояння, інакше силовики обіцяли «навести порядок всіма засобами, передбаченими законом». Крім того у міліції повідомили про проведення антитерористичної операції на майдані Незалежності. Під час протистояння зі сцени на майдані лунали промови опозиційних політиків та громадських діячів, котрі намагалися координувати дії мітингарів. 
О 18 почався штурм ВВ барикади зі сторони Європейської площі з використанням БТР, у якому перебував екіпаж «беркута». БТР оборонці майдану зустріли «коктейлями Молотова», і штурм захлинувся. 
Близько 19-й години у ході антитерористичної операції з усіх боків на майдан Незалежності розпочався наступ силовиків. Політики, які керували справами Майдану, з різних причин його покинули, окрім того з Майдану відійшли «афганці», а Правий Сектор, який був сконцентрований на вул. Грушевського, відійшов до пл. Софіївська і не брав участі в обороні Майдану. Демонстрантів на Майдані перебувало близько 20 тисяч. Керував обороною зі сцени Євген Нищук, який перебуваючи на підвищенні, попереджав про прорив ув обороні Майдану. Сутички вечора 18 лютого на Майдані Незалежності відбувалися як з боку вулиці Інститутської, так і з боку Європейської площі — протестувальникам вдалося стримати натиск силовиків. 
З 19 години барикада по вул. Інститутській витримала безліч штурмів силовиків, які застосовували помпові рушниці і гранати російського виробництва, в тому числі РГД, оборонці застосовували бруківку і «коктейлі». Близько 2—30 силовикам, які застосовували «коктейлі» відібрані в оборонців Майдану, вдалося підпалити барикаду і табір. Після цього бар'єром між ворогуючими сторонами стало багаття, яке силовики намагалися гасити водометами, використовуючи місця без вогню для проникнення у табір оборонців Майдану.Зі сторони вулиці Інститутської було 3 водомети, було підтягнуто 2 БТРи. Один із бронетранспортерів протаранив барикаду мітингувальників з боку Європейської площі, після чого був підпалений демонстрантами за допомогою пляшок з займистою сумішшю, крім БТРу активісти підпалили 2 водомети. Крім техніки проти демонстрантів міліція застосовувала світло-шумові гранати, з боку протестувальників у «Беркут» летіла піротехніка. Повідомлялося про озброєння силовиків автоматами Калашнікова та кулеметом на тринозі.О 23:30 силовики повністю вимкнули світло на майдані. 
У ході протистоянь міліція зайняла частину майдану з боку Будинку профспілок, прорвавши барикаду з боку Європейської площі за участі підкріплення, що надійшло від Жовтневого палацу. Штурмом передбачалося витіснити протестувальників на Михайлівську площу, а там вже стояли «тітушки», облаштовані засобами і зброєю. «Тітушками», сформованими МВС із кримінальних елементів, контролювалось перехрестя вулиць Володимирської та Великої Житомирської. Тут, цими пострілами впритул був убитий журналіст В'ячеслав Веремій. На місці вбивства журналіста ще 8 осіб отримали поранення. Повідомлялося про блокування невідомими з битами можливого шляху відходу протестувальників з майдану по вулиці Прорізній.

#### Підпал будинку профспілок
Близько півночі загорівся Будинок профспілок. За повідомленнями очевидців підпал здійснили «беркутівці» які занесли запалювальну суміш у білих каністрах на дах будинку, за іншою інформацією будівля зайнялася від коктейлю Молотова провокаторів.
Протестувальники розпочали евакуацію з приміщення, однак на 9 поверсі заблокованими лишилися люди, які почали вистрибувати з вікон на натягнутий євромайданівцями брезент. На місці пожежі працювали 20 одиниць пожежної техніки — перша машина приїхала близько 2 години ночі — та близько 100 пожежників. У ході гасіння пожежі вдалося врятувати 30 осіб (за іншими даними 41 особу), будівлю сильно пошкоджено вогнем: обвалилися перекриття між 4 і 5 поверхами. Народний депутат Сергій Соболєв заявив про можливі десятки (близько 40—50) загиблих у вогні, серед яких переважно поранені, котрих напередодні пожежі у будівлі перебувало близько сотні осіб, які не могли самостійно пересуватися. У своїй заяві депутат звинуватив бійців «Беркуту» у спланованій акції щодо підпалу будинку, які, за словами Соболєва, навмисно підпалили перший і останній (9-й) поверхи будівлі. Точна кількість загиблих унаслідок пожежі в Будинку профспілок все ще невідома, проте на початку березня з'ясували особу принаймні одного загиблого. Ще один загиблий під час пожежі і похований із військовими почестями активіст з сотні громадської організації «Білий молот» так і залишився невідомим.

### 19 лютого

#### Протистояння на Майдані
Переговори лідерів опозиції з В. Януковичем, що тривали до 2-ї години ночі 19 лютого пройшли безуспішно — В. Янукович вимагав від протестувальників покинути територію Майдану. Протягом доби ситуація на Майдані лишалася напруженою.
О 1-й ночі тим часом на Майдані осколком був легко поранений в обличчя О. Турчинов. О 2-ї ночі пожежники розпочали гасіння пожежі в будинку профспілок, проте остаточно загасити пожежу вдалося лише вранці наступного дня. «Беркут» зайняв позиції біля стели, по вулиці Інститутській та з боку Європейської площі. Післа закінчення у силовиків набоїв і гранат, активний штурм майдану припинився, «беркут» відійшов на відпочинок на вулицю Інститутську, невелика їх кількість залишилася коло монументу Незалежності, а по периметру Майдану для контролю захопленої силовиками території, цепом поставили солдатів ВВ, які не мали зброї.

О 7-й ранку до Майдану дісталися підкріплення з перших двох автобусів із групою підтримки зі Львова.Вони пішли у наступ і підтримувані іншими, посіяли паніку серед солдатів ВВ, які стояли ланцюгом через увесь Майдан. Тікаючи у паніці, солдати зім'яли і потоптали «Беркут», який з АК по вулиці Інститутській біг їм на допомогу.

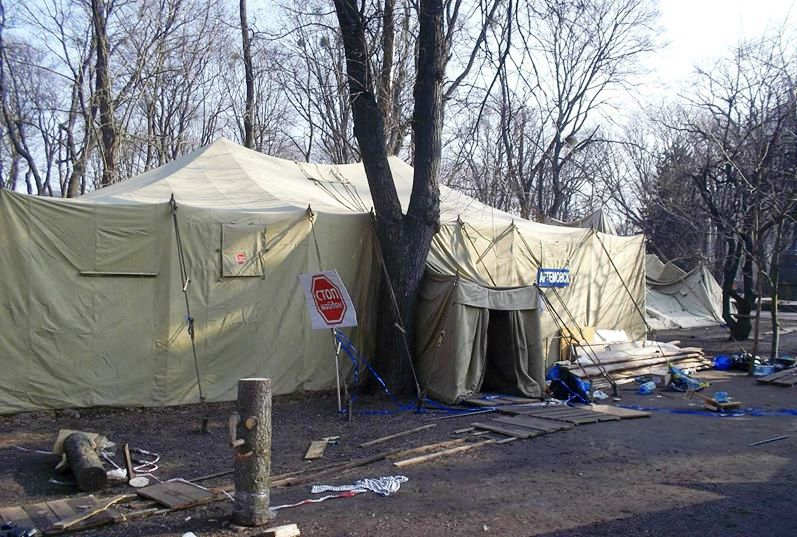
Маріїнський Парк. Палатка в таборі "тітушок"

 В паніці з криками: «бендери» прорвались з «огнєстрєламі», некерований натовп ВВ та «Беркуту» пробіг через Маріїнський парк, де вони нажахали «тітушок», які почали тікати, напіводягненими і навіть не взувшись.

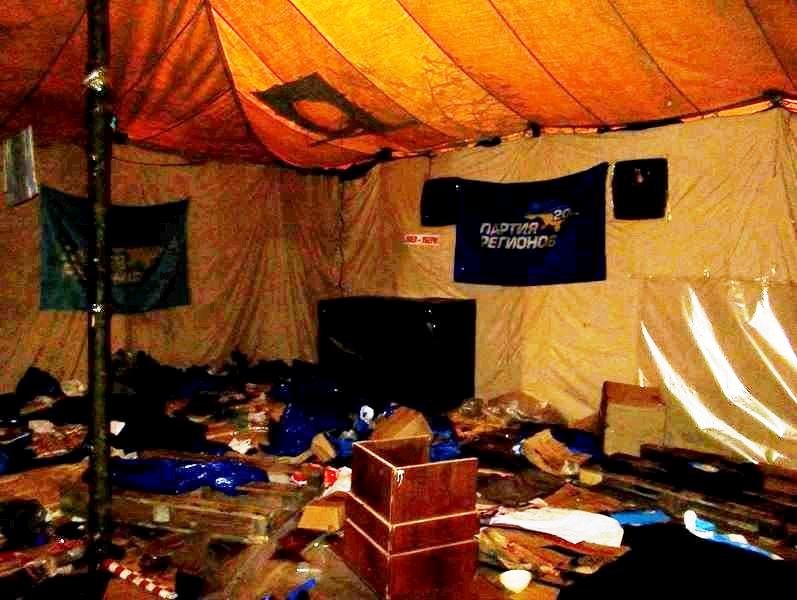
Маріїнський Парк. Палатка в таборі "тітушок". Вид зсередини

 Усі разом вони скотилися крутим пагорбом до автобусів на Парковій алеї і Набережної, де з боєм отримали місця. У цей час оборонцям Майдану вдалось взяти під контроль увесь Майдан і закріпитися по периметру Майдану.
Незважаючи на припинення роботи метро і блокпости, на допомогу оборонцям Майдану підходили громадяни. З метою оборони протестувальники підпалили шини по периметру Майдану, продовжили розбирати бруківку на Хрещатику та запасатися коктейлем Молотова. Близько 15-ї години зайняли приміщення консерваторії, а 18-ї — головпоштамт та комітет держтелерадіо.

#### Підготовка антитерористичної операції
Близько 13-ї години СБУ оголосила про приведення у готовність суб'єкти боротьби з тероризмом на території держави. Янукович таємно призначив керівника антитерористичної операції СБУ, який діятиме на власний розсуд, навіть не інформуючи президента. Готуючись до залучення армії в конфлікт, Янукович 19 лютого звільнив генерал-полковника Володимира Заману з посади начальника Генерального штабу — Головнокомандувача Збройних Сил України і призначив на цю посаду Юрія Ільїна, який до того обіймав посаду командувача Військово-Морських Сил Збройних Сил України.
На думку колишнього міністра оборони Анатолія Гриценко, Янукович шукав людину, яка б погодилася на перетворення воїнів-десантників на поліцейських,
|  | І такого знайшли — адмірал Юрій Іл'їн — той, що виконає наказ! Тим більше, коли адмірал має теплі стосунки з наближеним до Януковича мільярдером Вадимом Новінським. |

Надходили повідомлення про активізацію наступу на вечір 19 лютого із залученням провокаторів, переодягнених у форму самооборони Майдану. Надходили також повідомлення про відправлення до Києва потягів із Харкова, Донецька та Херсона, якими раніше звозили учасників проурядових акцій

#### Убивства
У ніч на 19 лютого невідомими особами було скоєно ряд вбивств. За свідченням очевидців у центрі Києва на вулиці Велика Житомирська тітушки розстріляли двох протестувальників.
На Борщагівці невідомими був розстріляний патруль ДАІ, внаслідок чого загинули два міліціонери і ще один патрульний поранений. Незважаючи на вжиті заходи кияни та приїжджі продовжували йти до центру міста на допомогу протестувальникам.
Близько 3-х ночі на перехресті вулиць Велика Житомирська та Володимирська був смертельно поранений журналіст газети «Вести» В'ячеслав Веремій. Його тітушки витягнули з таксі, побили і прострелили груди. Внаслідок поранень він загинув.

#### Мародерські акти
У ніч на 19 лютого невідомі особи під прикриттям міліції вчинили мародерські акти.
На проспекті Правди невідомі пошкодили понад 30 автомобілів швидкої від підприємства «Київмедспецтранс», котрі доставляли поранених активістів у лікарні міста.
У Музеї історії Києва було пограбовано і по-вандальськи знищено фонди, які знаходилися на верхніх поверхах. Полишаючи будівлю 18 лютого, комендант Українського дому, Юрій Левченко, піднявся з дирекцією музею на 4 та 5 поверхи, показавши, що всі музейні приміщення закриті і стоять на сигналізації. За словами головного хранителя музею, Людмили Сургай, в 00:00 в приміщенні спрацювала сигналізація і вона, згідно з інструкціями, повідомила про це в міліцію, яка взагалі не приїхала. Вранці 19 лютого співробітники музею виявили розгромлене фондосховище. За словами старшого наукового співробітника Інституту археології Національної академії наук, Евеліна Кравченко,
|  | Відкрито ящики з колекціями… зникли картини… Вкрадена техніка, особисті речі, розгромлені наукові відділи. Двері вибивалися ногами, залишилися відбитки підошов черевиків. |

Серед зниклих експонатів — скульптура XVIII-го сторіччя, яка зображає Катерину II.

### 20 лютого

#### Розстріл «Небесної сотні»

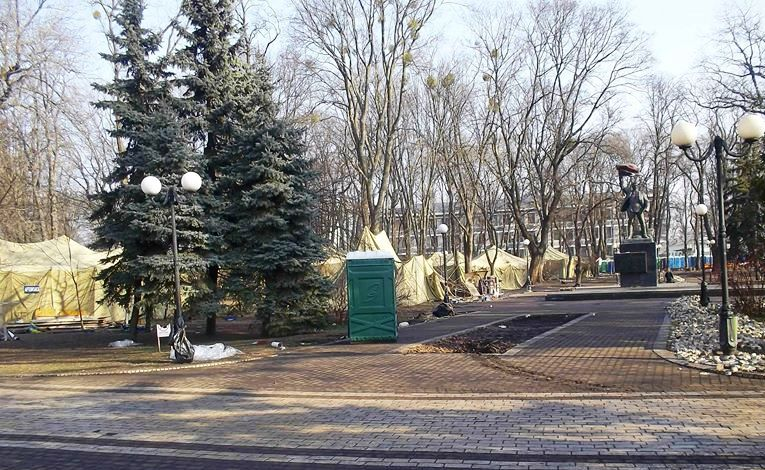
Табір "тітушок"

На 20 лютого владою було оголошено перемир'я, табір «тітушок» у Маріїнському парку з 19 лютого 2014 року стояв пустим, а на майдані Незалежності демонстранти продовжували палити покришки, час від часу застосовувати піротехніку та коктейлі Молотова проти правоохоронців, які у свою чергу продовжували кидати у протестувальників світло-шумові гранати. У центрі вночі Києва чергують пости ДАІ, зокрема перекритий заїзд на вулицю Хрещатик зі сторони ЦУМу, заблоковані підходи до Михайлівського собору, перекриті вулиці, що з'єднують Володимирську вулицю з майданом Незалежності, до самого майдану можливо потрапити лише з боку Бессарабської площі. Також повідомлялося про блокпости на Львівській площі та Ярославовому Валу. Вночі до майдану прибули протестувальники зі Львова та Івано-Франківська, повідомлялося про приїжджі загони тітушок: на вулиці Тараса Шевченка, 2—3-тисячну колону, що рухалась вулицею Кіквідзе та Залізничним шосе до центру столиці, та групу з 500—700 осіб на вулиці Костянтинівській. Через розголос у ЗМІ до блок-постів здійснили рейди загони Народної самооборони у супроводі опозиційних депутатів, внаслідок чого пости було знято.
Вранці 20 лютого протестувальники перейшли у наступ. О 8:30 вдалося зайняти приміщення міністерства Агрополітики, близько 10-ї звільнили Жовтневий палац та український дім. Силовики на вулиці Інститутській стріляли в наступаючих на них прихильників Майдану. Того ж дня та пізніше в інтернеті з'явились декілька відео, на яких зображено, як силовики стріляють із вогнепальної зброї в неозброєних протестувальників Євромайдану на вулиці Інститутській. До 14-ї години число загиблих досягло 35 осіб, а о 17-й повідомлялося про 60 загиблих. Після 15-ї години 20 лютого міліцейські підрозділи почали масово отримувати зброю та бойові набої. Загалом було видано 1000 стволів, з них 408 — тітушкам. Через те жертв могло бути значно більше, але не було надано наказу на застосування цієї зброї.
Події у центрі Києва змусили ряд осіб перейти на бік Євромайдану. Заявили про вихід із Партії регіонів голова КМДА В. Макеєнко та голова Вінницької ОДА Сергій Татусяк. Про перехід на бік Євромайдану заявили силовики Львівської області, СБУ Закарпаття.

#### Постанова ВР
Близько 17-ї години народні депутати почали збиратися у Верховній Раді для обговорення ситуації у центрі Києва. О 22:17 Верховна Рада прийняла постанову «Про засудження застосування насильства, яке призвело до загибелі мирних громадян України». Цей правовий акт визнав, що дії силових структур були незаконними і постановив «Кабінету Міністрів України, Службі безпеки України, Міністерству внутрішніх справ України, Міністерству оборони України та підпорядкованим їм військовим та воєнізованим формуванням негайно припинити та не допускати надалі застосування сили. Заборонити використання будь-яких видів зброї та спеціальних засобів проти учасників акцій протесту». За прийняття цієї постанови проголосувало 236 депутатів, в тому числі 35 депутатів від фракції Партії регіонів та 35 позафракційних. Жодного голосу не дала лише фракція Комуністичної партії. Ця постанова поклала край триденному кровопролиттю.

### 21 лютого

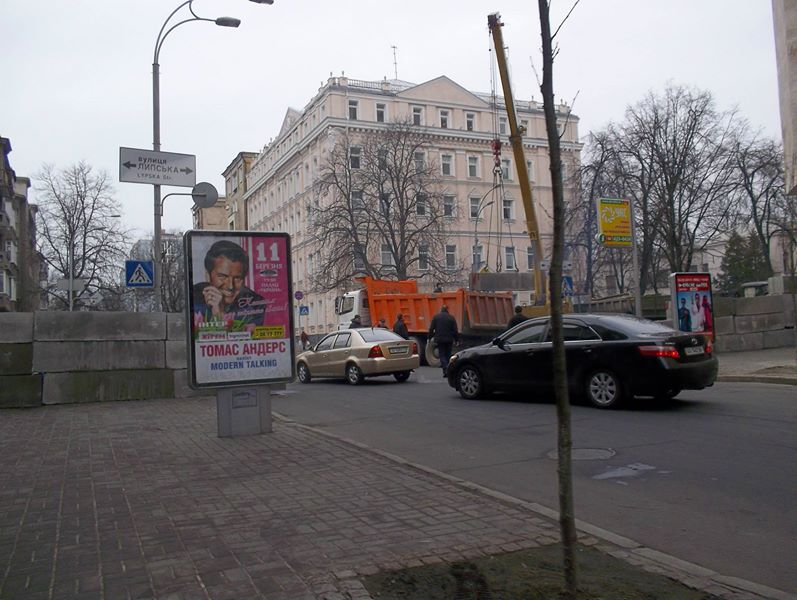
Барикади

21 лютого близько 10-ї години ранку силовики (група близько 50 осіб з автоматичною зброєю) спробували захопити Верховну Раду України, але були витіснені народними депутатами України з фракції «Свобода» та журналістами і покинули центральну частину міста, де розташовані урядові установи, які вони заблокували бетонними блоками днем раніше.

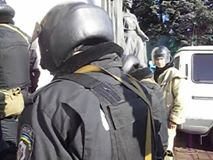
Озброєні особи біля Верховної Ради України (ВРУ)

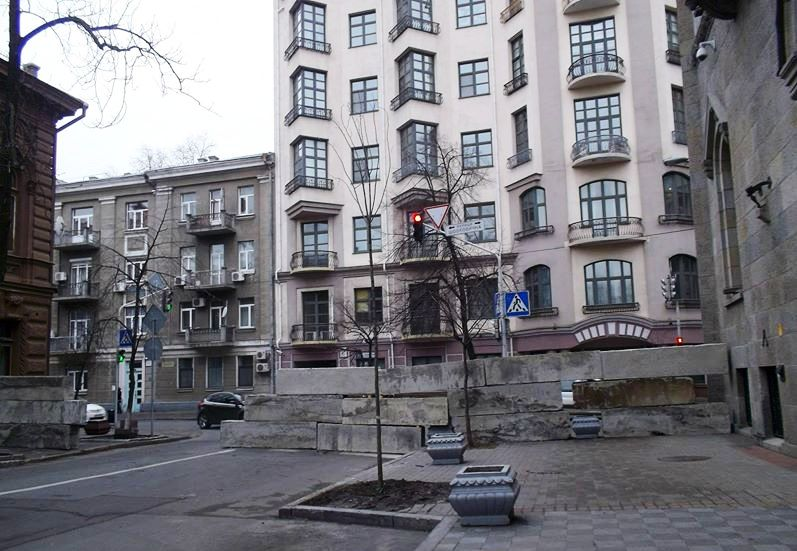
Барикади

Державні установи залишились без охорони.
Штаб Майдану наприкінці дня з метою недопущення мародерства видав розпорядження про взяття під контроль урядові установи і центральну частину міста, де розташовані урядові установи.

## Протести в областях

### Тернопіль
Обурені протестувальники 19 лютого зайняли прокуратуру та будівлю суду, і знищили всі справи наявні проти активістів, котрі виступили проти свавілля влади. Люди також зайняли міський відділ міліції та штурмували обласну держадміністрацію.

### Львів

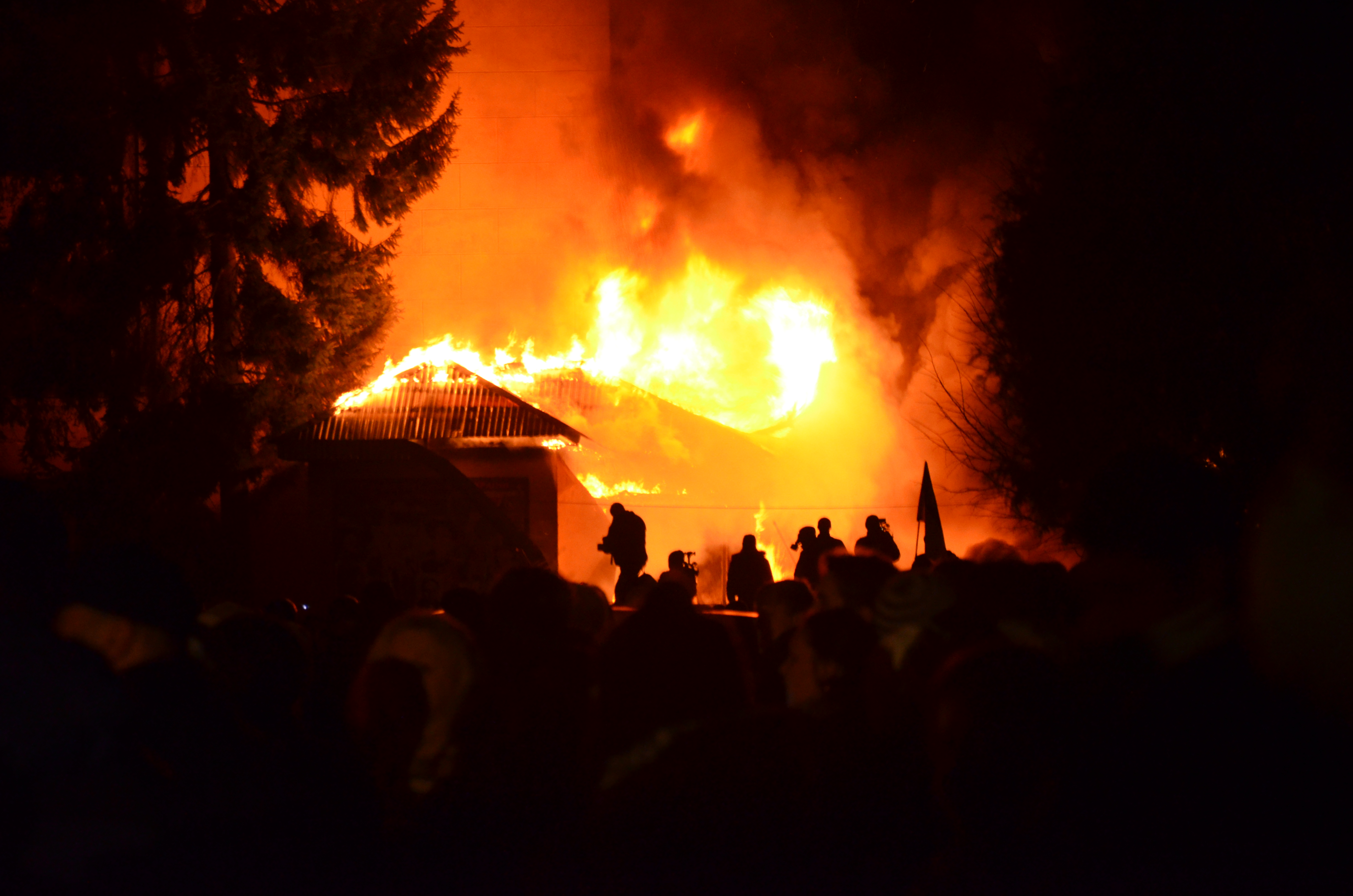
Палаючий КПП головного входу військової частини внутрішніх військ у Львові на вул. Стрийській. Ніч з 18 на 19 лютого

Львів'яни зайняли 18 лютого львівську ОДА та будівлю головного управління Міністерства внутрішніх справ Львівщини. У ніч з 18 на 19 також активісти також захопили військову частину 4114 (після підпалу казарм частини) та будівлі обласної прокуратури і СБУ. На вечір 19 лютого було захоплено 4 з 6 райвідділків міліції, міліція повідомила про «втрату» понад 1200 одиниць вогнепальної зброї та 13 000 одиниць боєприпасів до неї.

Барикади біля обласного управління МВС у Львові 19 лютого.
Спалені документи МВС у Львові 19 лютого.
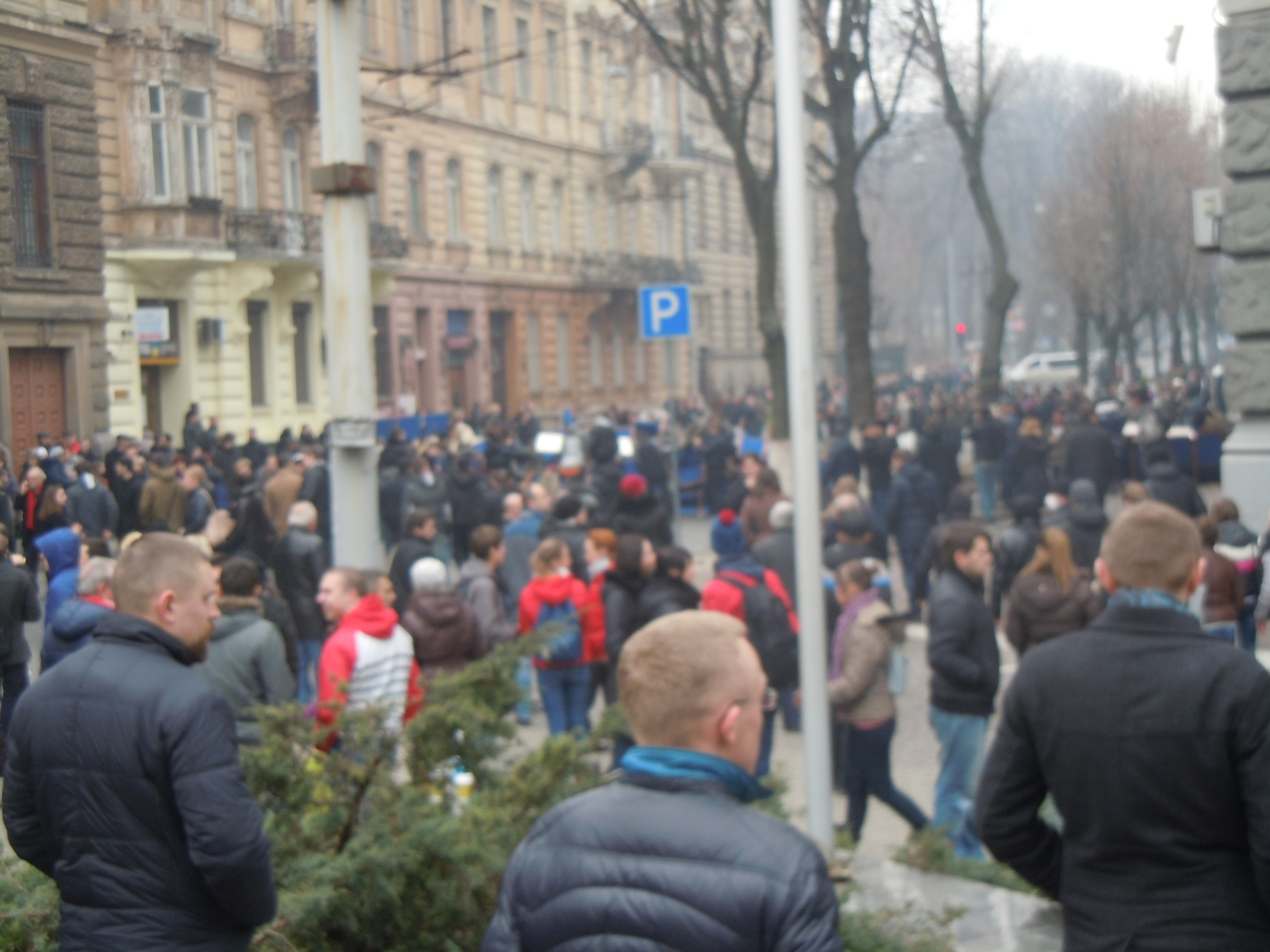
Натовп людей біля МВС у Львові 19 лютого.
Розтрощена машина ДПС біля управління МВС у Львові 19 лютого.
Шевченківський райвідділ міліції у Львові після захоплення мітингувальниками 19 лютого.

### Івано-Франківськ
Протестуючи проти свавілля влади у Києві, жителі Івано-Франківська зайняли ОДА та обласні управління МВС. Протестувальники також захопили приміщення обласної прокуратури, оточили та підпалили будівлю СБУ в Івано-Франківську. Силовики відстрілювались із травматичної зброї. Начальник прикарпатської міліції Василь Фелик написав заяву на звільнення. Заступник керівника СБУ Володимир Породько 19 лютого 2014 заявив, що з управління СБУ в Івано-Франківській області були викрадені 268 табельних пістолети, 2 гвинтівки, 3 ручних кулемети, 92 гранати та близько 15 тис. патронів.

### Рівне
У Рівному люди розпочали 18 лютого штурмувати місцеву базу Беркуту і зайняли її повністю. На 19 лютого у місті заплановано загальноміський страйк.

### Одеса
18 лютого 2014 року в Одесі кілька сотень активістів Євромайдану блокували базу батальйону «Беркуту», однак силовикам вдалося покинути частину в напрямку Києва.
19 лютого під стінами Одеської обласної державної адміністрації заїжджі тітушки організували побоїще. Бандити чомусь легко прорвали міліцейський кордон, побили 9 журналістів, одеситів-протестувальників та священника і «зникли». За даними міліції нападниками були бійці харківського «бійцівського клубу» організації «Оплот», що також активно співпрацював із міліцією в Києві.

### Харків
Харків'яни оголосили 18 лютого мобілізацію сил на підтримку Євромайдану. 22 лютого багатотисячний пікет Палацу спорту сприяв зриву запланованому там проголошенню «південно-східної автономії». Після цього Самообороною Харківського майдану і Правим Сектором було взято під контроль будівлю ОДА.

### Житомир

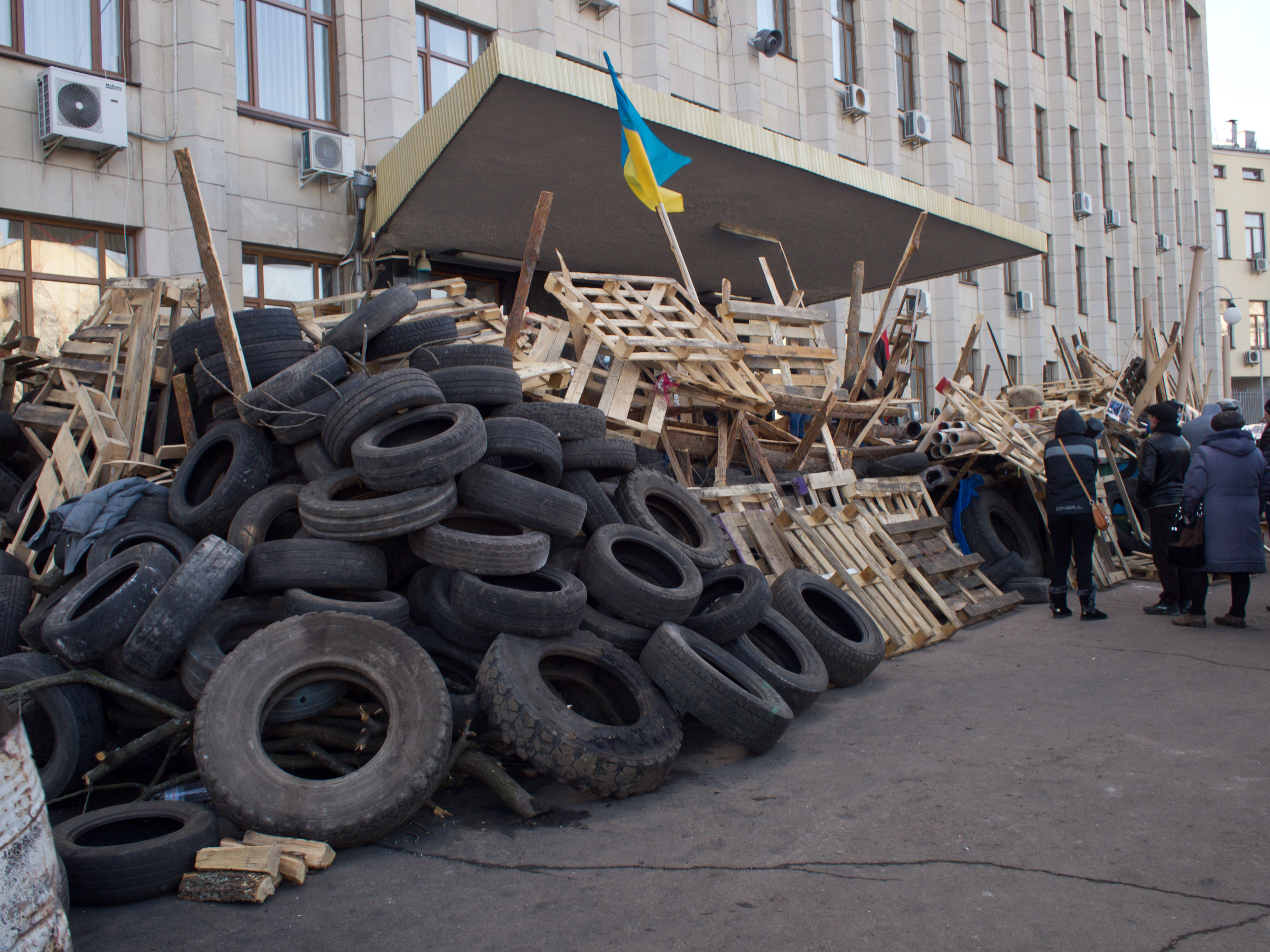
Барикади на вході до Житомирської ОДА, 21 лютого

19 лютого приблизно о 19.10 розпочався штурм приміщення обласної адміністрації. Учасники протестної акції вибили двері і зайшли в середину приміщення, міліція покинула будинок.

### Луцьк
У Луцьку спалили офіси Партії регіонів та КПУ. Заступник головного міліціонера Волині підписав заяву, в якій обіцяє, що міліція області не нестиме службу за межами області та засуджує насилля з боку міліції під час сутичок у Києві.
19 лютого було повторно захоплено приміщення облдержадміністрації. Міський голова закликав усіх жителів Луцька «Рятувати Україну» та закликав роботодавців відпускати людей з роботи, щоб ті йшли на мітинг. Тривають кількатисячні протести біля обласного управління МВС.
Протестувальники взяли під свій контроль Луцький міськвідділ МВСУ. За домовленістю з керівником міліції силовики здалися без бою.
Від голови Волинської ОДА Олександр Башкаленко вимагали написати заяву про звільнення. Після відмови це зробити, його прикували до сцени наручниками і облили водою. Згодом, його посадили до автівки і відвезли до приміщення ОДА. Як оголосив зі сцени лідер волинського «Правого сектора», під вартою очільника Волині будуть утримувати в одному з підвальних приміщень ОДА.

### Ужгород
Вранці 19 лютого в Ужгороді на площі Театральній зібралися тисячі ужгородців і вшанували хвилиною мовчання загиблих на Майдані 18 лютого. Кількатисячна колона рушила до приміщення Закарпатської ОДА. Після недовгої сутички з міліцією, яка застосувала гранати, протестувальники виламали двері і захопили будівлю.

### Вінниця
19 лютого в центрі Вінниці близько 5 тис. протестантів перекрили рух автотранспорту в центрі Вінниці. По деяких вулицях рух автотранспорту повністю заблоковано.

### Полтава
Близько тисячі осіб безперервним рухом пішохідними переходами заблокували автодороги Жовтневу та Сінну поруч із Полтавською ОДА. Активісти пікетували будівлю УМВС у Полтавській області та будівлю місцевої ОДА. Кілька молодиків намагалися виламати двері адміністрації, їм завадили депутати-опозиціонери.
Ввечері частина протестувальників виламали грати і двері офісу обласного осередку Партії регіонів і винесли на вулицю майно партії. Папери були спалені на вулиці. Близько 19:30 активна група протестувальників розпочала штурм ОДА. Протестувальники використовували петарди, вибухові пакети, почали розбивати скло на вікнах та на дверях входу. В будівлю жбурнули декілька коктейлів Молотова, один із них потрапив у кабінет на першому поверсі, там почалася пожежа.

### Чернівці
О 12 годині 19 лютого протестувальники зайняли приміщення Чернівецької облдержадміністрації. Губернатора області Михайла Папієва силою вивели на сходи перед приміщенням ОДА та змусили написати заяву про звільнення.

### Хмельницький
19 лютого

СБУ в Хмельницькому перед пожежею, 19 лютого

Протестувальники оточили будівлю СБУ на вулиці Театральній. Декілька осіб почали розбивати скло у будівлі.
Існує думка, що це були дії провокаторів, яких, за повідомленнями безпосередніх учасників акції, було близько 10—20 осіб.
Силовики з будівлі СБУ автоматною чергою важко поранили активістку Шеремет Людмилу в голову (померла в реанімації через кілька днів), ще одного протестувальника поранено в живіт. Після цього будівля СБУ була підпалена учасниками протесту.
У зв'язку з подіями, що мали місце біля будівлі СБУ, перекрито рух центральними вулицями міста. Торговельний центр «Либідь Плаза», що знаходиться на відстані п'яти кварталів від будівлі СБУ, був зачинений.
У соціальних мережах почали поширюватись дописи про те, що «усіх хто буде знаходитись під стінами сбу після 21:00 будуть стріляти..»
Ввечері того ж дня силовики СБУ знову використали вогнепальну зброю: ще одного протестувальника було вбито пострілом у голову, багато людей отримали вогнепальні поранення
20 лютого
На Майдані Незалежності у Хмельницькому зібралось близько 10 тисяч осіб.
Тим часом на майдан привели керівника СБУ у Хмельницькій Області.
Віктор Крайтор просив на колінах вибачення у мітингувальників, серед яких були декілька провокаторів які підбурювали протестувальників.
В четвер 20 лютого керівника СБУ Хмельницької області Віктора Крайтора було арештовано і доправлено в військову прокуратуру

### Черкаси
На Черкащині водій невстановленого джипа, який пробивав дорогу внутрішнім військам, на шаленій швидкості збив 40-річного мешканця села Подібна насмерть. Обурені люди зупинили автобус з солдатами, забрали у них амуніцію та посадили на маршрутку до Умані. Вони також зупинили і спалили двоповерховий автобус, який перевозив «тітушок» з Криму до Києва.

### Суми
Увечері, 19 лютого більше 2 тисяч сум'ян зібралися на мітингу на майдані Незалежності.

### Дніпропетровськ
19 лютого навпроти ОДА відбувся мітинг «Траурний набат» на честь загиблих 18 та 19 лютого.
20 лютого активісти блокували поїзд на станції «Орлівщина» (селище Меліоративне), який мав відправити на Київ десантників 95 бригади. Бійці вимушені були повернутися до військової частини.
Ввечері 21 лютого було повалено пам'ятник Леніну на центральній площі Дніпропетровська (яку вже наступного дня під тиском активістів ухвалою депутатів міськради буде перейменовано на площу Героїв Майдану).

### Чернігів
19 та 20 лютого обурені діями нинішньої влади 1,5—2 тисячі чернігівців збиралися на вечірні майдани. 19 лютого, станом на 19:30, мітингувальники вишикувалися в колони та пішли до будівлі обласного управління МВС. 20 лютого було захоплено Чернігівську ОДА, де кілька десятків працівників міліції майже не чинили спротиву. Активісти хотіли вручити резолюцію мітингу, який триває в обласному центрі, голові адміністрації Володимирові Хоменку. Однак, як з'ясувалося, останній перебував у 10-денній відпустці за власний рахунок. Активісти збиралися перебувати в ОДА, поки не повернеться її голова. Водночас невідомі розгромили офіс Компартії. Окрім того, стало відомо, що голова Чернігівської обласної ради Анатолій Мельник заявив про вихід із Партії регіонів, а відтак зробив і депутат ВРУ від Чернігова Володимир Атрошенко.

## Застосування спецзасобів

### Застосування вогнепальної зброї

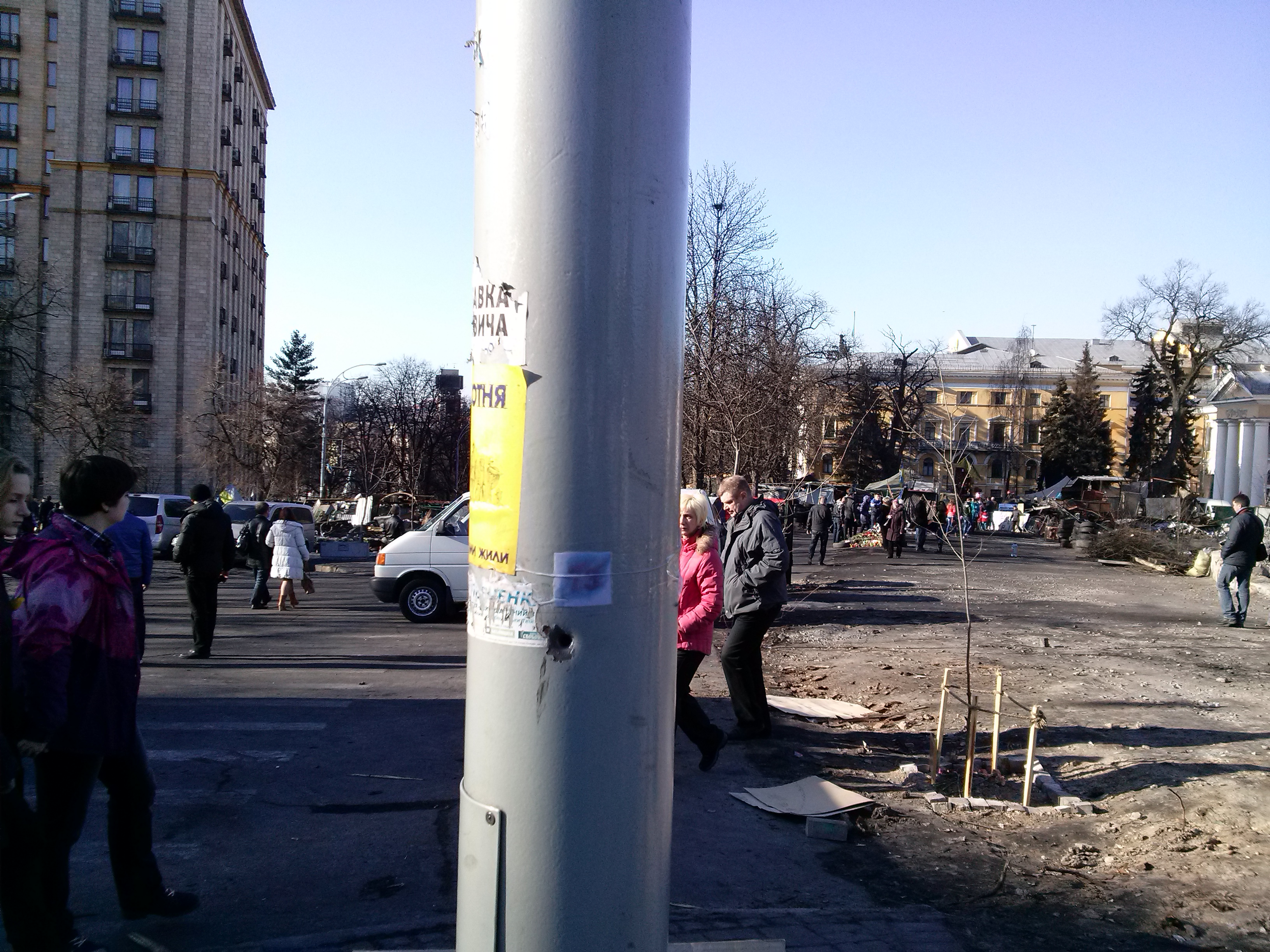
Слід від кулі в металевій електроопорі на Інститутській

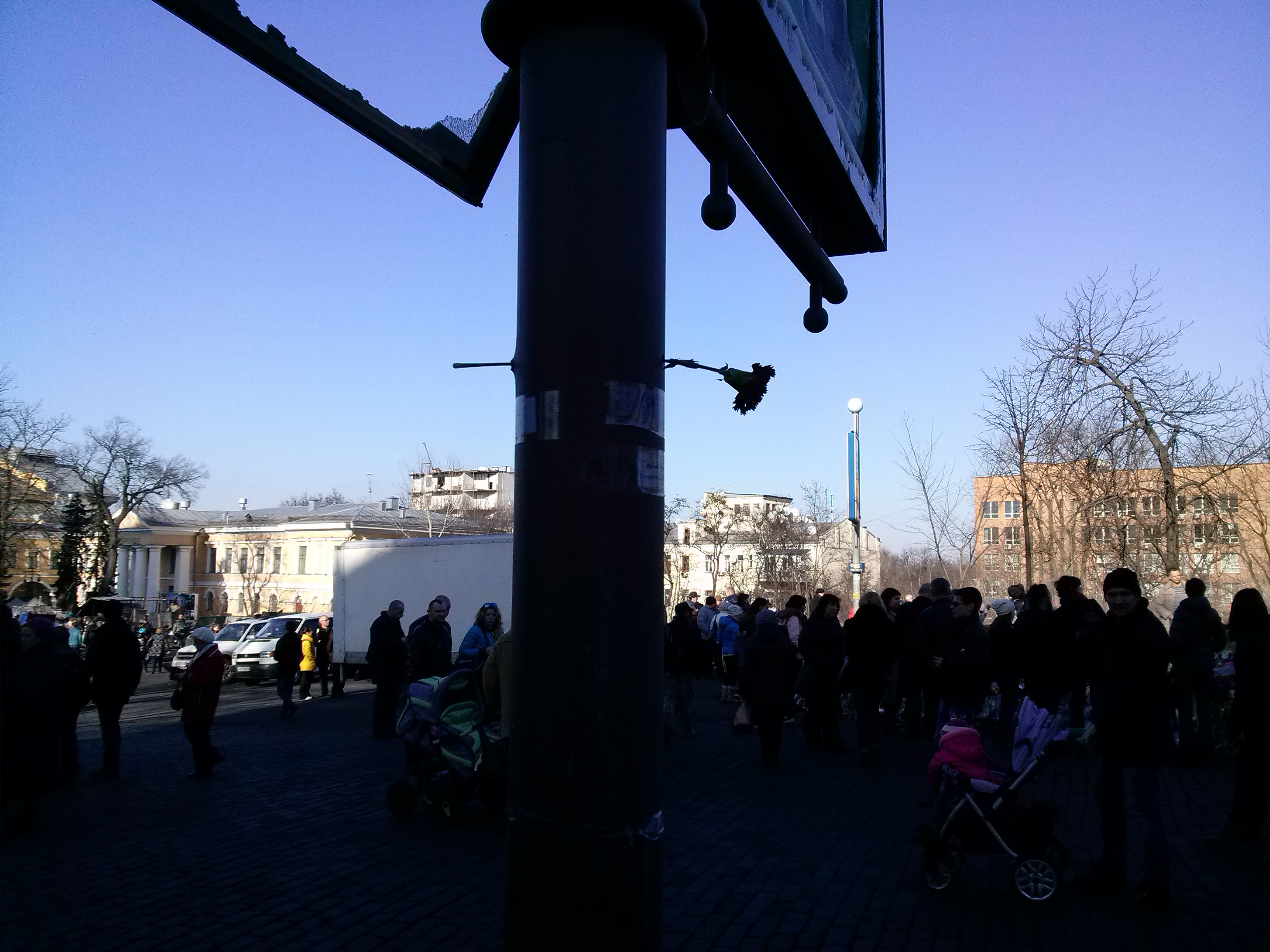
Сліди від кулі в металевій опорі рекламного щита на Інститутській

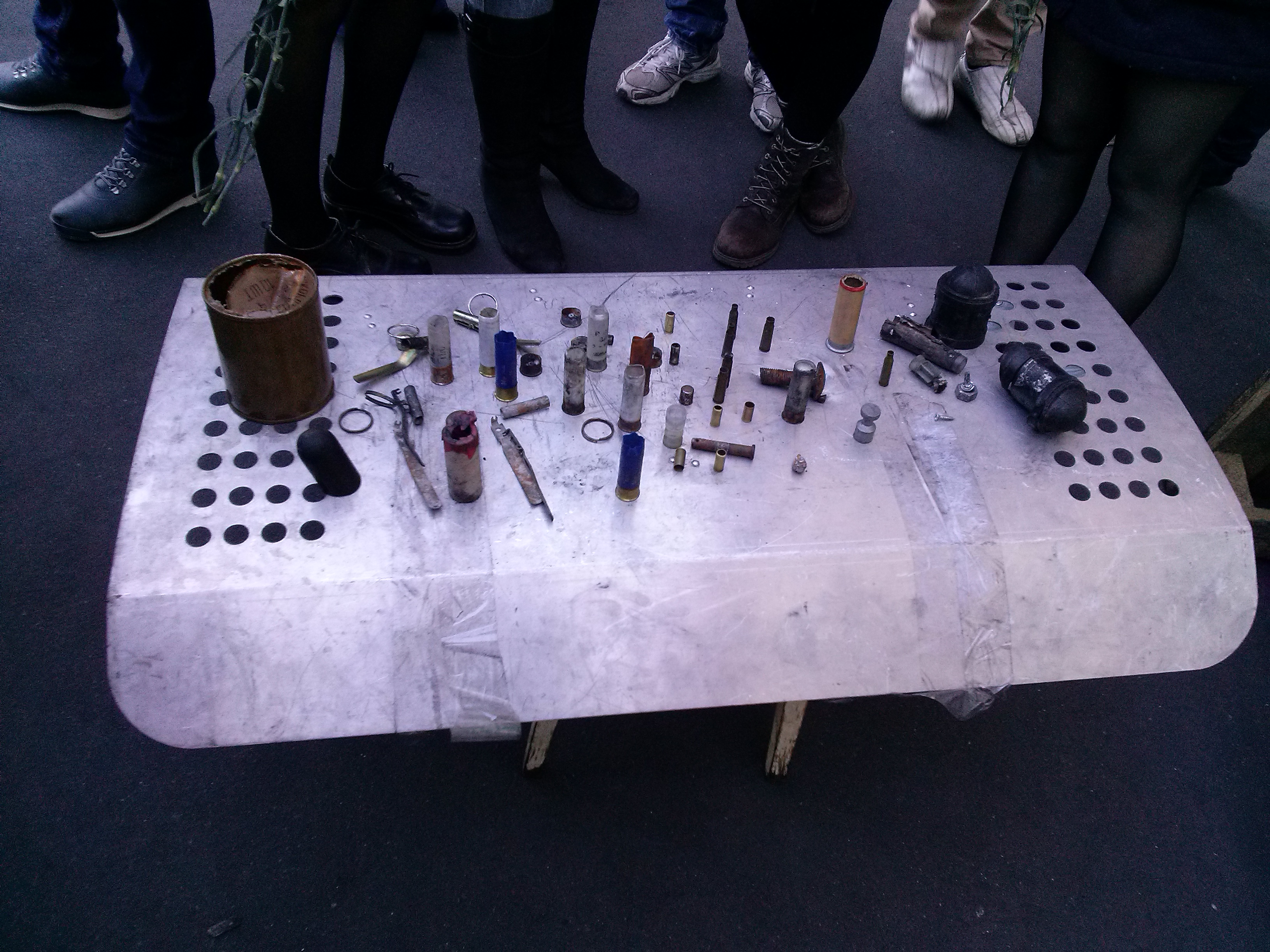
Кулі та рештки гранат

Опівдні 18 лютого в ЗМІ з'явилась інформація про те, що командувач внутрішніх військ видав вказівку про застосування вогнепальної зброї (з бойовими патронами) у випадку конфлікту.
Впродовж дня в ЗМІ повідомлялись про зафіксовані випадки застосування вогнепальної зброї, в тому числі із смертельними наслідками. Деякі випадки застосування вогнепальної зброї були зафіксовані на відео.
18 лютого невдовзі після 18-ї години (кінцевий термін ультиматуму МВС та СБУ) камера автомобільного відеореєстратора зафіксувала людей у формі з вогнепального зброєю, які виходили із машини з чоловіком із написом «СБУ».
19 лютого у центрі Києва на місці перебування тітушок (перетині вулиць Великої Житомирської та Володимирської) виявили багато гільз від автомата Калашникова. Саме на вулиці Велика Житомирська тітушки розстріляли двох мітингувальників, а на розі Великої Житомирської та Володимирської тітушки побили журналіста «Українського тижня» Олександра Михельсона.
Віталій Захарченко підписав наказ про видачу працівникам правоохоронних органів вогнепальної зброї для застосування її проти народу України нібито для роботи Антитерористичного центру при Службі безпеки України, чим грубо порушив норми міжнародного права.
20 лютого та пізніше в інтернеті з'явились декілька відео, на яких зображено, як силовики стріляють із вогнепальної зброї в неозброєних протестувальників Євромайдану.
Депутат Геннадій Москаль, який очолює тимчасову слідчу комісію Верховної Ради з приводу масових убивств на Майдані, зібрав документи щодо плану розміщення та послідовності дій снайперів та їхніх керівників, направлених на Майдан.
Генеральний прокурор Віталій Ярема 23 червня 2014 року за підсумками Дня відкритих дверей у Головному слідчому управлінні ГПУ, організованого для родичів загиблих із «Небесної сотні» заявив, що Генпрокуратура завершує досудове розслідування щодо перших трьох співробітників «Беркуту», причетних до розстрілу учасників Майдану в Києві 18—20 лютого.
Результати балістичних експертиз підтвердили, що до вбивств майданівців причетний міліцейський підрозділ «Беркут», оскільки, відповідно до результатів цих експертиз, між кулями, витягнутими з тіл майданівців, та зброєю міліцейського підрозділу «Беркут» виявлені співпадіння: ці кулі були випущені зі зброї міліцейського підрозділу «Беркут».

### Застосування військової техніки та водометів
При штурмі Майдану використовувались водомети і БТРи, дві машини БТР було підпалено протестувальниками. Беркут клейкою стрічкою прив'язував до світлошумових гранат цвяхи та гвинтики, після чого вони перетворювалися у бойові.

## Жертви і постраждалі

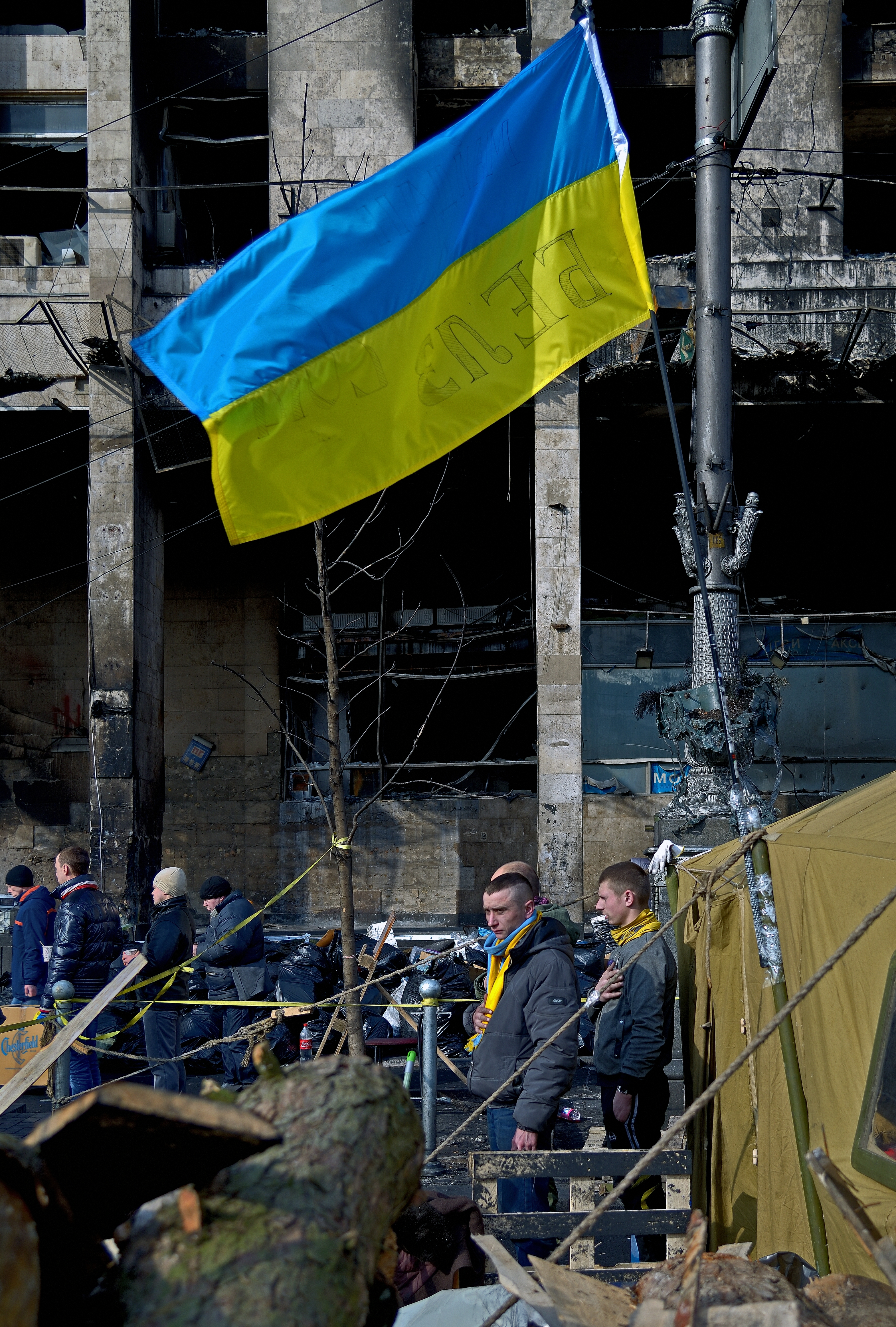
Хвилина тиші в пам'ять загиблих

У ході сутичок станом на 17-ту годину повідомлялося про 7 жертв серед мітингарів. Тіла перших трьох жертв заворушень було доставлено до медпункту у Будинку офіцерів удень, за словами координатора медичної служби Євромайдану Ольги Богомолець люди загинули від тяжких вогнепальних поранень голови та серця, оскільки вони не отримали термінової медичної допомоги. За інформацією BBC Україна біля будівлі Верховної Ради знайдене обезголовлене тіло мітингувальника, на барикаді на вулиці Інститутській, поблизу станції метро «Хрещатик» були знайдені трупи чоловіка і жінки 50—60 років. У своєму мікроблозі Twitter народний депутат Олесь Доній опублікував імена трьох загиблих із Будинку офіцерів: Сергій Дідич (Івано-Франківська область), Володимир Кищук (Запорізька область) та Сергій Шаповал (Київ).
Речник МВС Ольга Білик підтвердила інформацію про 5 загиблих у сутичках демонстрантів, крім того вона повідомила про поранення 45 співробітників внутрішніх справ, п'ятеро з яких дістали вогнепальних поранень. Пізніше прес-служба МВС повідомила про двох загиблих працівників міліції, а також про 95 постраждалих, серед яких 21 отримав вогнепальні поранення, 23 перебувають у важкому стані, 3 — в комі, 1 — у стані клінічної смерті. За повідомленнями деяких джерел, справжня кількість загиблих силовиків приховується внутрішніми військами. Основною причиною назвали те, що загиблі силовики загинули виключно від своїх гранат і пострілів у спину, спрямованих на «майданівців».
Впродовж вівторка 18 лютого 2014 року постраждав щонайменше 21 журналіст. Як і раніше били та стріляли по журналістам працівники Беркуту, внутрішніх військ, антимайданівці та тітушки.
За повідомленням координатора медичної допомоги на Майдані, Ольги Богомолець, є сотні важкопоранених й тисячі легко поранених.
Серед постраждалих — сценарист Станіслав Чернілевський; колишньому бас-гітаристу «ВВ» «Шурі» Піпі «беркутушки» зламали ногу.
Станом на 19 лютого точно невідома кількість людей, які згоріли в підпаленому «Беркутом» Будинку профспілок. Кількість жертв, які згоріли живцем оцінюються в 40—50 чоловік (на основі списків у лікарнях)
За повідомленнями медиків, 15 чоловік було вбито на вулиці Інститутській, 22 чоловік — на вулиці Михайла Грушевського. Значна кількість жертв — поранені, яких добивали силовики. Також 5 чоловік загинуло при штурмі майдану.

## Реакція на події

### Реакція влади
Станом на 2:16 19 лютого президент України Віктор Янукович вперто відмовився проводити будь-які переговори з лідерами опозиції і бажає лише вигнати протестувальників з вулиць Києва. За повідомленням Віталія Кличка, Янукович не збирається йти на поступки й припиняти протистояння. Зокрема він зазначив, що
|  | Янукович абсолютно неадекватно реагує на ситуацію. Все, про що він говорив - це про те, щоб лідери опозиції закликали людей на Майдані припинити протистояння і скласти зброю |

За словами Арсенія Яценюка, Янукович неодноразово висловлював особисті погрози лідерам опозиції, якщо вони не приберуть людей з вулиці.
В ефірі російського каналу «Росія-24» народний депутат від фракції Партії регіонів Олег Царьов запевнив, що протягом вечора 18 лютого майдан буде зачищено:
|  | Протягом години буде зачищений Майдан. Після того, як ми наведемо порядок у Києві, ми наведемо його у всій країні. |

У Верховній Раді сім народних депутатів (Ігор Єремєєв, Степан Івахів, Сергій Мартиняк, Ігор Палиця, Сергій Лабазюк, Віктор Тимошенко та Віктор Пилипишин), що пройшли до парламенту за мажоритарними округами, підписали петицію про перехід на бік народу і заявили про те, що влада остаточно себе дискредитувала.
Одинадцять народних депутатів (Олександр Онищенко, Іван Бушко, Михайло Ланьо, Василь Ковач, Сергій Мошак, Іштван Гайдош, Олександр Пресман, Євген Сігал, Віктор Бондар, Владислав Атрошенко і Юрій Шаповалов) заявили, що покидають фракцію Партії регіонів.
За повідомленням джерела в оточенні народного депутата Олексія Азарова, більшість депутатів-регіоналів залишили межі України, депутатів Партії регіонів вивозять чартером Олексія Азарова. За повідомленням іншого джерела, Україну залишили десятки депутатів від Партії Регіонів, є відомості про те, що одним рейсом опівночі вилетіли 26 «регіоналів».
Із джерел в СБУ 19 лютого стало відомо, що 19 лютого 2014 року працівники зовнішньої розвідки СБУ прийняли рішення подати заяву на звільнення в зв'язку з ситуацією, яка склалась у країні. Заява на звільнення не була прийнята, однак працівники сказали, що вони відмовляються виконувати свої обов'язки до того моменту поки перестануть вбивати жінок і дітей на вулицях Києва.

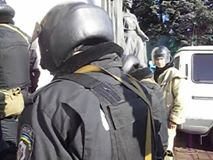
Озброєні особи біля Верховної Ради України (ВРУ)

21 лютого групою офіцерів силових відомств, близько 50 осіб, озброєних автоматичною зброєю, без опізнавальних знаків, була вчинена спроба проникнення у сесійну частину Верховної Ради України, яку присікли Народні депутати України Віталій Ярема, Андрій Іллєнко та помічники Народних депутатів Ілля Шутов  і Федір Балановський.
На 12:00 21 лютого 2014 р. Верховна Рада Криму призначила позачергову сесію, де за словами лідера меджлісу кримських татар Рефата Чубарова «можуть бути прийняті рішення, що принесуть Криму хаос і катастрофу», оскільки голова Кримського парламенту Володимир Константинов вже відкрито заявив про можливість відділення Криму від України.

### Реакція світу
Президент правозахисної організації Freedom House, Дейвід Креймер, закликає президента України Віктора Януковича піти у відставку. Креймер заявив, що життєво важливо, аби Сполучені Штати Америки і Європейський Союз наклали візові й фінансові санкції на посадовців винних в ескалації протистояння, щоб прискорити істотні політичні зміни в Україні. Він наголосив: На це вони мали піти вже давно.
Міністр закордонних справ Франції, Лоран Фаб'юс, заявив 18 лютого, що єдиний шлях політичного вирішення кризи — той, який відповідатиме прагненням українського народу.
Рух «Ми — європейці» закликає членів олімпійської збірної України припинити виступи на Олімпійських іграх, що тривають у Сочі, в знак трауру за вбитими у Києві 18—19 лютого. В знак трауру за полеглими українські лижниці Марина Лісогор і Катерина Сердюк хотіли вийти на змагання із жалобними стрічками, проте міжнародний олімпійський комітет не дав згоди на внесення змін в екіпірування і дівчата відмовилися від змагань. Члени Національної олімпійської збірної команди України Богдана (гірськолижниця) та Олег Мацьоцькі відмовляються від участі в іграх у Сочі через навмисне вбивства владою українців в Україні.
Посол США Джефрі Пайєт наголосив, що особиста відповідальність за перебіг подій лежить на президенті Віктору Януковичу і підтвердив, що США розглядають можливість застосування додаткових санкцій у разі продовження насилля.
Генеральний секретар НАТО Андерс Фог Расмуссен висловив стурбованість поверненням до насильства в Україні та повідомленнями про смерті в Києві і закликав всі сторони утриматися від насильства і терміново відновити діалог, у тому числі шляхом парламентського процесу.
Глава МЗС Польщі, Радослав Сікорський, заявив, що українська влада і президент Віктор Янукович несуть відповідальність за прийняття рішення грубого силового розгону Майдану та загострення ситуації в Україні і відповідно за далекосяжні наслідки, як в Україні, так і у відносинах із ЄС.
Міністр закордонних справ Литви, Лінас Лінкявічус, закликає президента України Віктора Януковича негайно вивести війська з центру Києва.
Депутат Європарламенту з Польщі, член Європейської народної партії Яцек Саріуш-Вольський заявив:
|  | В Україні не громадянська війна, якщо під таким мати на увазі війну однієї частини народу проти іншої. Ми бачимо війну української влади проти власного народу. |

США, відповідно до імміграційного законодавства, скасували візи і заборонили видачу віз приблизно 20 чільним представникам керівництва України та іншим особам, що причетні до повного ланцюжка віддавання наказів вдатися до насильства проти демонстрантів у Києві 18 лютого 2014 р.

### Реакція олігархії
Стурбованість ситуацією, що склалася внаслідок подій 18 лютого, висловив український бізнесмен Віктор Пінчук. У заяві бізнесмена йшлося про те, що відповідальність за події у країні лежить на владі, опозиції, громадських лідерах та бізнесі. Пінчук закликав сторони протистояння урегулювати протистояння за столом переговорів, вдавшись до рішучих кроків задля знаходження компромісу, на які не були готові раніше:
|  | Конфлікт повинен бути вирішений мирним шляхом, імперативом має бути незастосування сили і знаходження компромісу. З моменту здобуття незалежності Україні вдавалося уникати кровопролиття. Ми негайно повинні відновити цю традицію. |

Бізнесмен Рінат Ахметов також закликав владу і опозицію зупинити кровопролиття та повернутися до переговорів, зазначивши, що «немає таких обставин, які виправдовують застосування сили стосовно мирного населення», а також, що смерть людей не може бути ціною за політичні помилки:
|  | Мирні люди не повинні страждати в жодному разі. Це повинно стати головним завданням і влади, й опозиції, всіх протиборчих сил. Людські жертви і постраждалі з боку протестувальників і правоохоронців у ході вуличних зіткнень — неприпустима ціна за політичні помилки. |

Бізнесмен Ігор Коломойський різко засудив ініціативу голови Харківської ОДА Михайла Добкіна та мера Харкова Геннадія Кернеса щодо проведення у Харкові з'їзду депутатів всіх рівнів південно-східних областей України, АР Крим і Севастополя, заявивши, що сепаратизм не пройде в жодному південно-східному регіоні України:
|  | На моїй рідній Дніпропетровщині сепаратизм не пройде. Сепаратизм не пройде ні в одному південно-східному регіоні нашої країни. Я хочу, щоб всі політики тверезо подивилися на ситуацію і формували свою позицію насамперед з урахуванням Конституції України та кримінально-процесуального кодексу. Той, хто спробує піти проти єдності України, обов'язково програє. |

## Санкції проти влади
Уряд США відреагував на неодноразові спроби української влади розігнати акцію прихильників євроінтеграції на Майдані Незалежності в Києві, відкликав візи і заборонив в'їзд на територію США 20-м високопосадовцям уряду України, пов'язаних із застосуванням сили.

## Інші сторони в конфлікті
20 лютого на майдані Незалежності протестувальники під час штурму зірвали із офіцера шеврон МВС Росії, і як речовий доказ продемонстрували його на сцені майдану.
Крім того, один із російських спецпризначенців, який брав участь у блокуванні українських військовослужбовців поблизу Краматорська 16 квітня 2014 року під час антитерористичної операції у Донецькій області, зізнався, що брав участь у складі снайперської групи на Майдані Незалежності у Києві у середині лютого 2014 року, яка розстрілювала протестуючих.